# سونو نیگام
سونو نیگام خوانندهٔ اهل کشور هند است که آهنگ‌هایش را به طور عمده به زبان هندی و زبان کانارا و دیگر زبان‌های هندی مروج در شبه‌قاره هند مانند بنگالی، گجراتی، تامیلی، تلگو، مراتی، تولو، آسامی، اوریه، نپالی، میتهیلی خوانده است. سونو نیگام آلبوم‌های پاپ هندی را نیز منتشر کرده است. علاوه بر این ها او همچنان در تعدادی از فیلم‌های سینمایی هندوستان نقش بازی کرده است.
او در فیلم دشمن بزرگ بازی کرده است.